# Alika Milova
Alika Milova også kendt som Alika (født 5. september 2002) er en estisk sangerinde. Hun har repræsenteret Estland i Eurovision Song Contest 2023 med sangen "Bridges" og fik en 8. plads i Finalen.